# 延平聽裝油料供應站

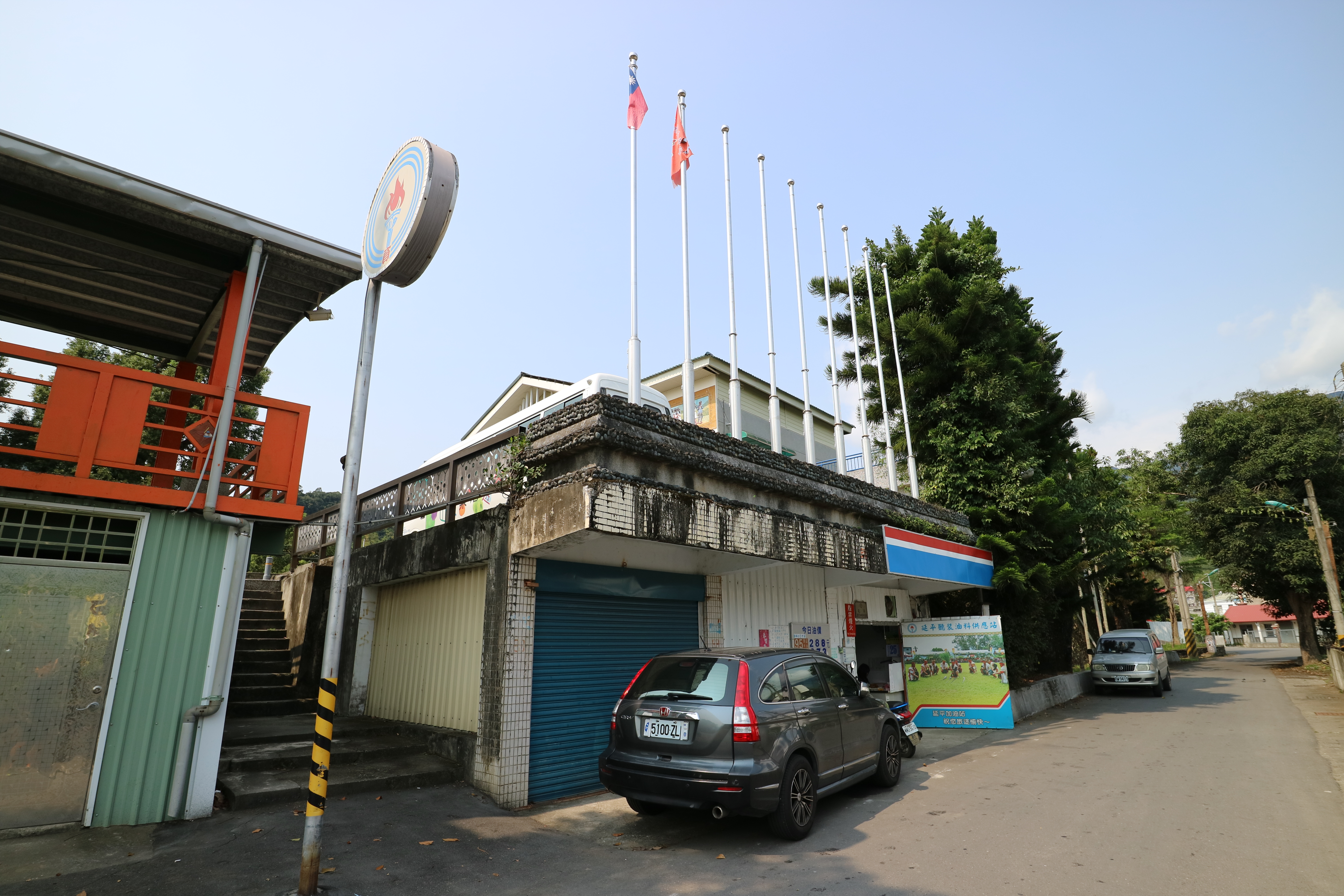
臺灣中油延平油料聽裝供應站外觀。

延平聽裝油料供應站位於臺灣臺東縣延平鄉，為2009年八八水災使得高雄市桃源區聽裝油料供應站裁撤以後，全臺碩果僅存的聽裝油料供應站，由臺灣中油直營，全名為臺灣中油股份有限公司延平聽裝油料供應站，為當地著名景點。

## 沿革
臺東縣延平鄉為臺東縣唯一未設有加油站的鄉鎮，因此早期未設置聽裝供應站之前，均透過臺灣中油油料運輸車定時定點向延平鄉居民販售油料。然而此舉容易發生居住較偏遠居民無法趕上中油油罐車抵達時間而落空。後續時任延平鄉鄉長向臺灣中油建議下，才在1986年12月起，於延平鄉公所下方成立延平聽裝油料供應站，並委託延平鄉公所協助經營至今。
2016年，任職超過20年、也是任期最長的延平聽裝油料供應站第六任站長古忠福因身體狀況欠佳，加上屆齡，申請退休；第七任站長由古忠福的媳婦布妮接任至今。

## 特色
延平聽裝油料供應站營業時間為每週一到週五上午八時至下午五時，販售十公升裝95無鉛汽油、92無鉛汽油與二十公升裝柴油，服務範圍包含延平鄉紅葉村與桃源村等，但仍有永康村、龍田村等鹿野鄉的居民也都會來此聽裝供應站購買油料，另外該聽裝站也提供寄油服務，居民預先繳納油料款項，站務員就會將特定油料的聽裝桶掛上購買人姓名等資訊，以辨別該油料已由哪位居民購買。

## 圖集

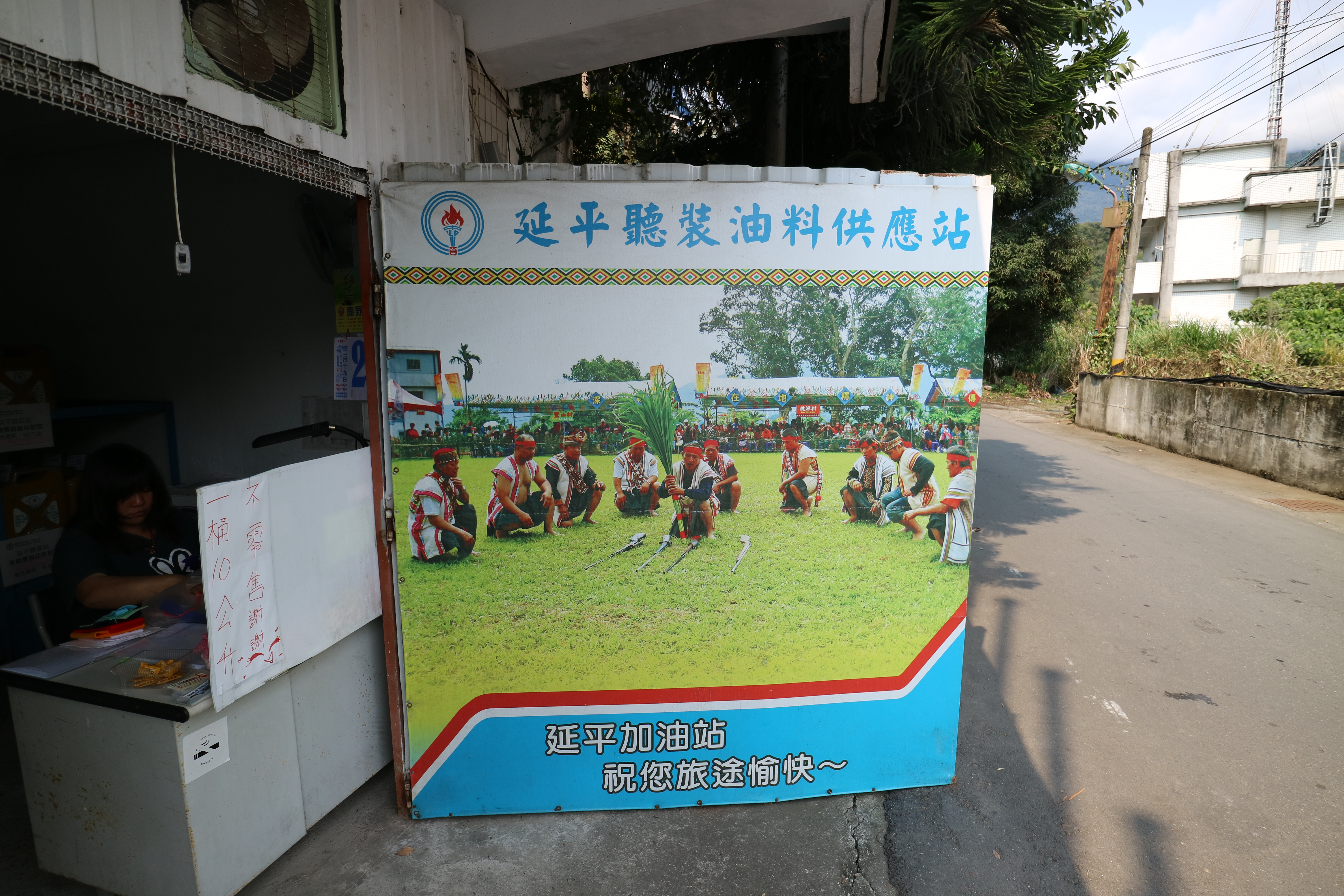
延平油料聽裝供應站大門。
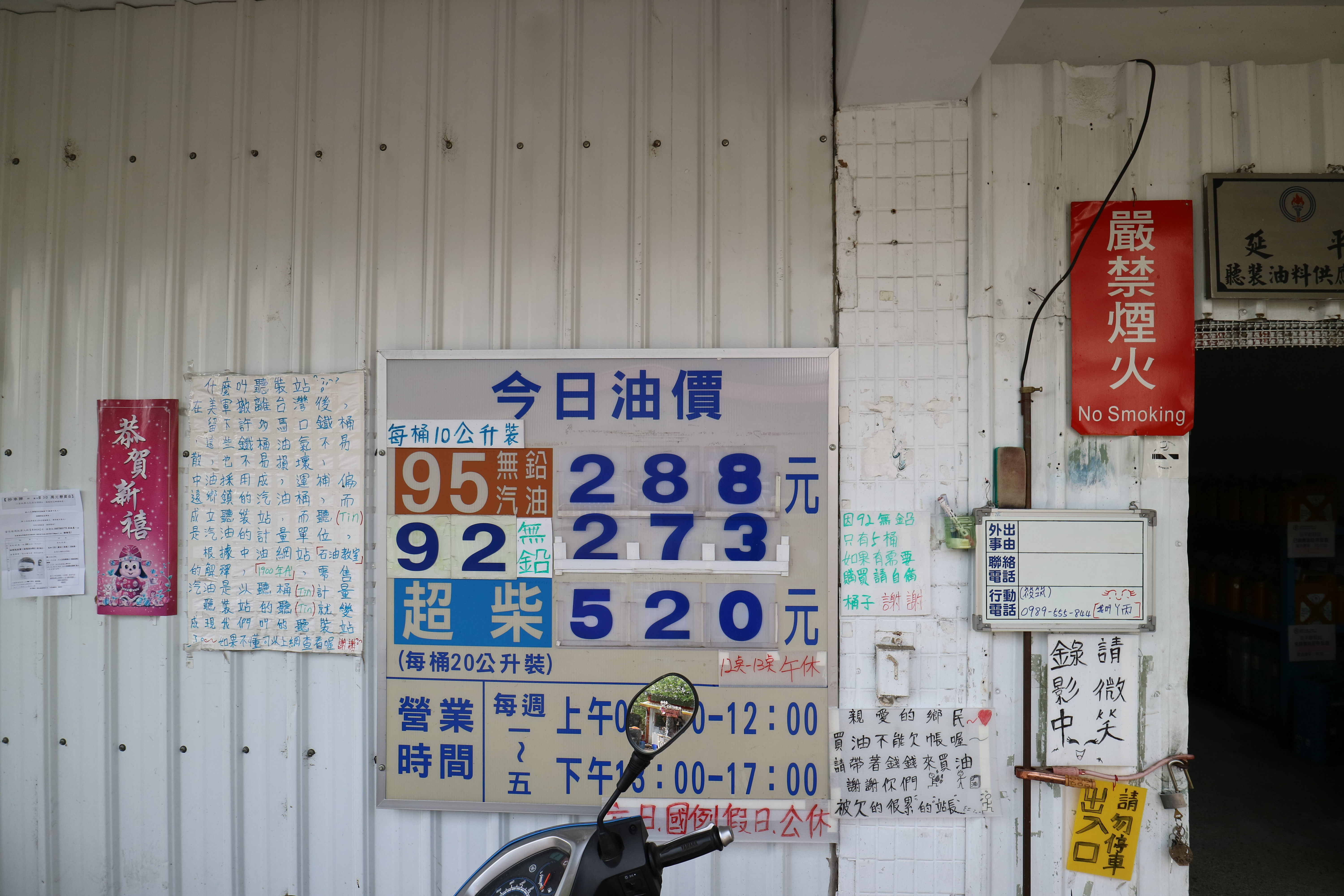
延平油料聽裝供應站油價資訊，販售有92、95無鉛汽油及柴油。
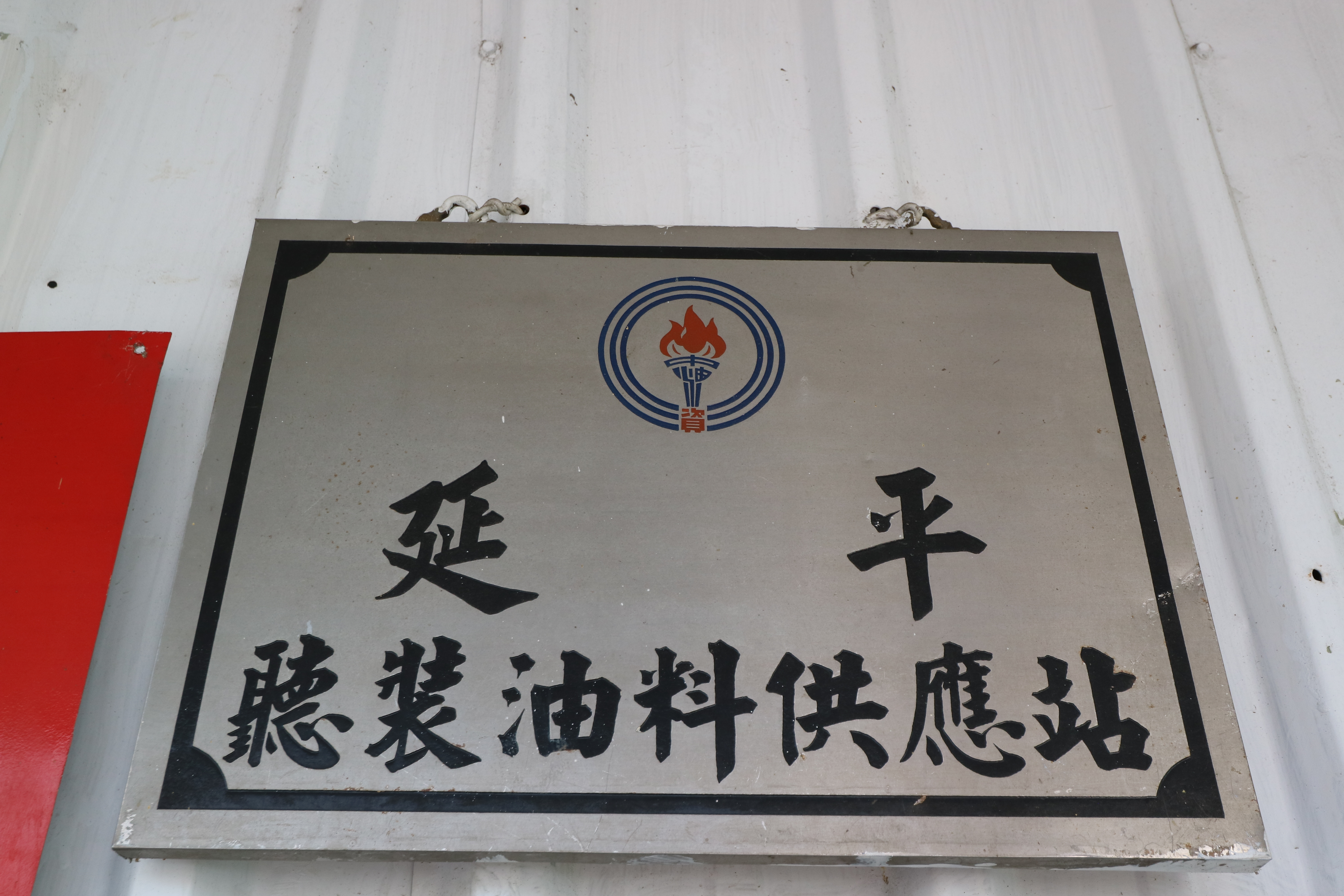
延平油料聽裝供應站門牌。
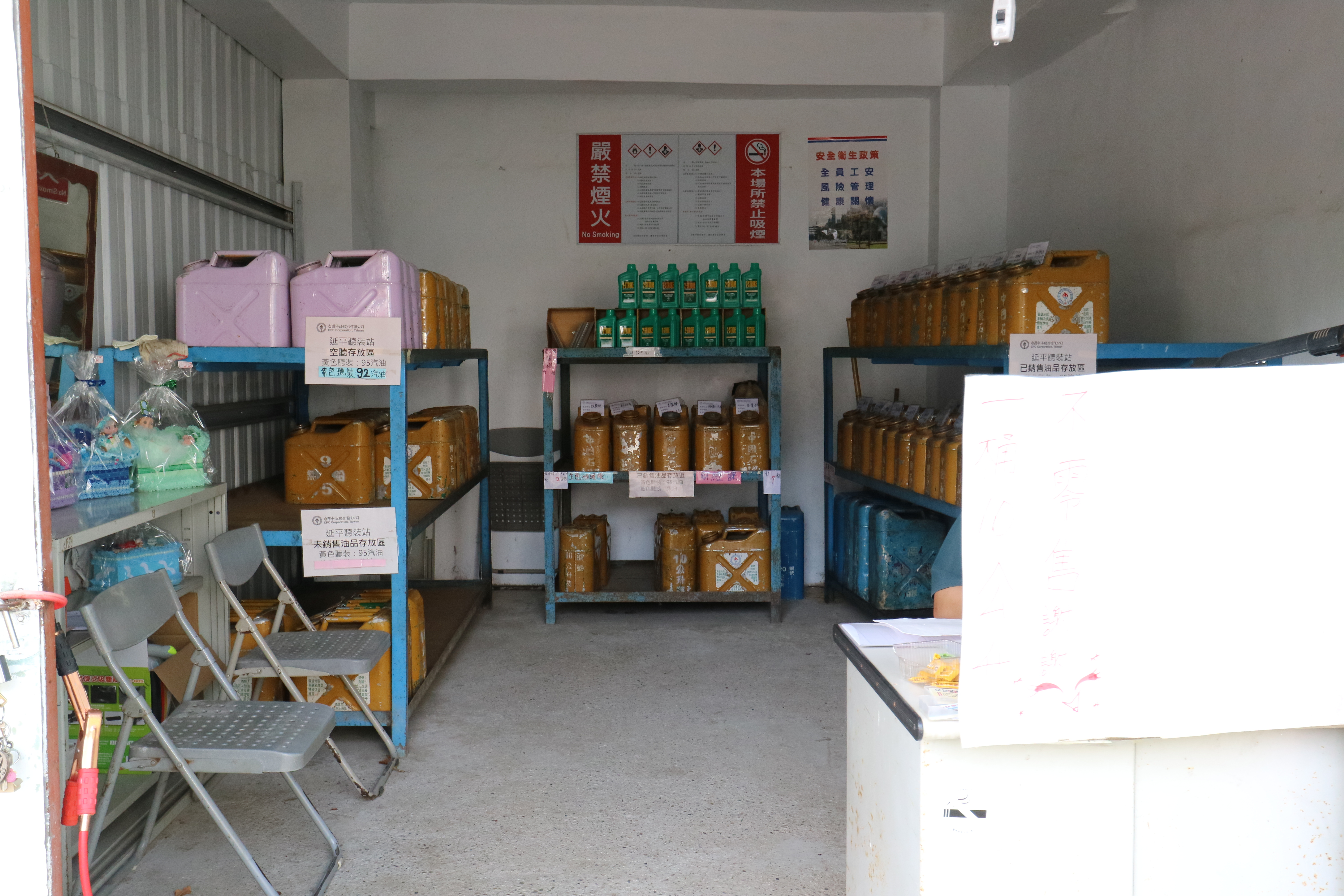
延平油料聽裝供應站內部，紫色鐵桶為92無鉛汽油、黃色為95無鉛汽油，藍色為柴油。
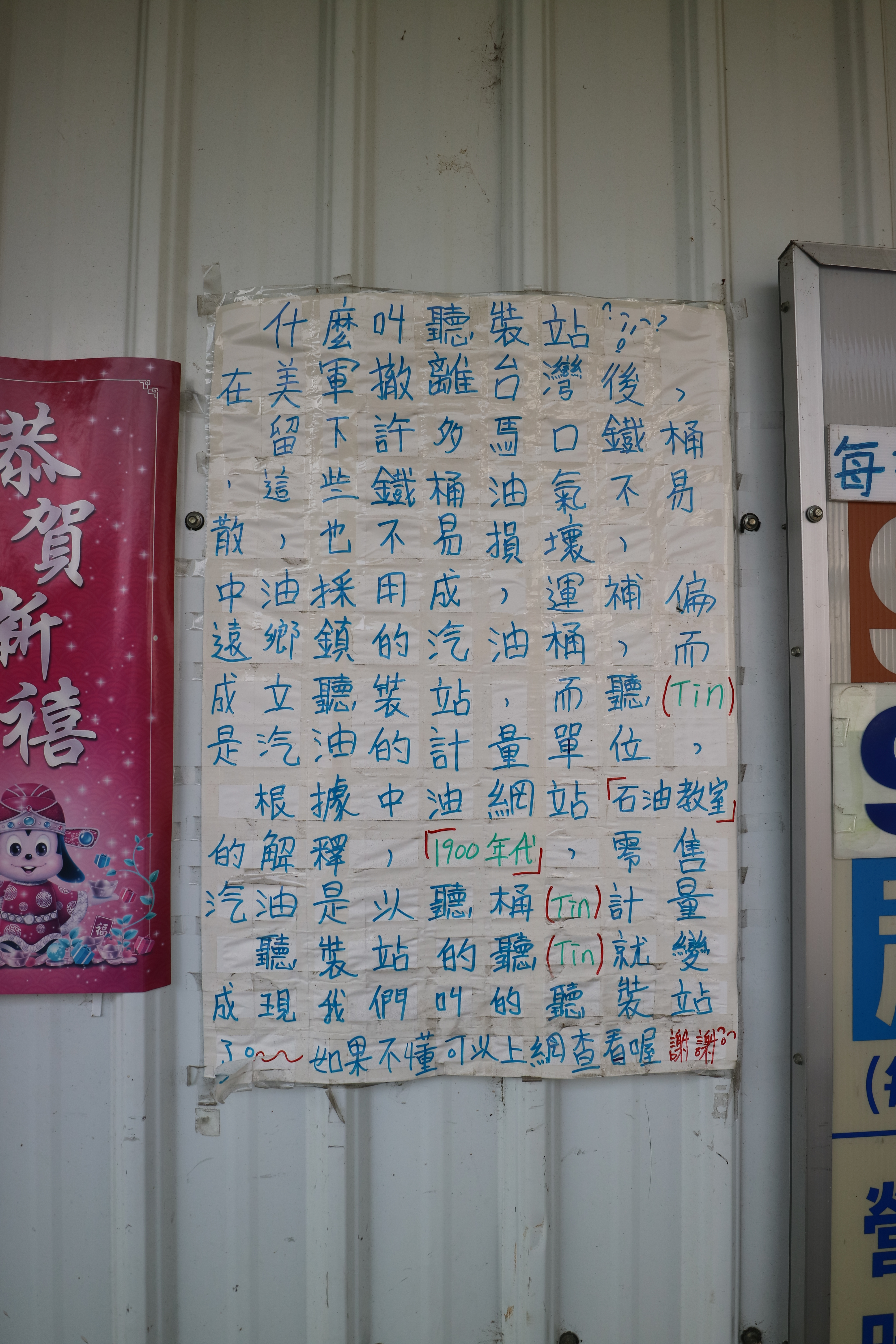
延平油料聽裝供應站聽裝鐵桶由來介紹板。

## 交通資訊
- 臺東縣延平鄉桃源村昇平路一號[2][3]。
- 鼎東客運山線
  - 8167、8168 延平鄉公所站[10]。

## 資料來源
1. 1 2  . ETtoday新聞雲. 2013-01-06  [2019-03-24]. （原始内容存档于2019-03-24） （中文（臺灣））.
2. 1 2 3  . 臺灣中油股份有限公司.   [2019-03-24]. （原始内容存档于2019-08-11） （中文（臺灣））.
3. 1 2  . 台東製造. 2018-03-20  [2019-03-24]. （原始内容存档于2019-03-24） （中文（臺灣））.
4. 1 2  . 蘋果日報. 2004-06-19  [2019-03-24]. （原始内容存档于2019-03-26） （中文（臺灣））.
5. 1 2  邱莞仁. . 聯合新聞網. 2016-05-16  [2019-03-24]. （原始内容存档于2019-03-24） （中文（臺灣））.
6. ↑  王秀亭. . 自由時報. 2013-01-06  [2019-03-24]. （原始内容存档于2019-03-24） （中文（臺灣））.
7. ↑  . 人間福報. 2018-01-13  [2019-03-24]. （原始内容存档于2019-08-18） （中文（臺灣））.
8. ↑  王秀亭. . 自由時報. 2015-01-20  [2019-03-24]. （原始内容存档于2019-03-24） （中文（臺灣））.
9. ↑  鄔晬. . 原住民族文化事業基金會. 2016-05-18  [2019-03-24]. （原始内容存档于2019-03-24） （中文（臺灣））.
10. ↑  . 鼎東客運山線營運區.   [2019-03-24]. （原始内容存档于2019-01-16） （中文（臺灣））.